# رنسو اولیوو
رنسو اولیوو (اسپانیایی: Renzo Olivo‎؛ زادهٔ ۱۵ مارس ۱۹۹۲) تنیس‌باز اهل آرژانتین است.